# Резолюция Совета Безопасности ООН 1082
Резолюция Совета Безопасности Организации Объединённых Наций 1082 (код — S/RES/1082), принятая 27 ноября 1996 года, сославшись на предыдущие резолюции, включая 1046 (1996) и 1058 (1996), Совет продлил мандат Сил ООН по превентивному развертыванию (UNPREDEP) в Македонии до 31 мая 1997 года и сократил их численность.
Было отмечено, что ЮНПРЕДЕП сыграл важную роль в поддержании мира и стабильности в Македонии. Ситуация в области безопасности продолжала улучшаться, однако стабильность и мир в бывшей Югославии ещё не были достигнуты. Есть надежда, что позитивные изменения продолжатся, и численность UNPREDEP будет сокращаться и дальше. Отношения Македонии с соседними странами улучшились, и было достигнуто соглашение с Союзной Республикой Югославия (Сербия и Черногория) о демаркации их общей границы.
Продлив мандат ЮНПРЕДЕП до 31 мая 1997 года, совет также дал понять, что к 30 апреля 1997 года его военный компонент будет сокращен на 300 человек с целью завершения мандата, когда позволят обстоятельства. Все государства-члены были призваны положительно рассмотреть просьбы Генерального секретаря ООН об оказании помощи ЮНПРЕДЕП, обратившись к Генеральному секретарю с просьбой доложить совету к 15 апреля 1997 года о рекомендациях относительно будущего международного присутствия в Македонии. Россия воздержалась.